# I Kuang
I Kuang, también conocido como Ni Kuang o Ngai Hong (en chino tradicional y simplificado, 倪匡; pinyin, Ní Kuāng; jyutping, Ngai Hong) (Shanghái, República de China (1912-1949), 10 de mayo de 1935 - Hong Kong, 3 de julio de 2022) fue un novelista y guionista cinematográfico hongkonés-estadounidence.

## Biografía
I Kuang, cuyo verdadero nombre era I Chong (倪聰), se crio en Shanghái. Tras pertenecer al Ejército Popular de Liberación chino y servir en Mongolia, huyó a Hong Kong en 1957, donde continuó su educación universitaria y escribió para dos periódicos, para luego convertirse en columnista y reportero de los mismos. Ese mismo año escribió su primera novela, Buried Alive, y al año siguiente comenzó su prolífica producción de novelas de espadachines, a las que hay que sumar las series del Dr. Yuan Chen Hsieh (creada en 1981 y llevada al cine en 1986 con el título de The Seventh Curse) y la de Wai Si Li (creada en 1965 y llevada al cine en cinco ocasiones entre 1986 y 2002). En total I Kuang ha escrito más 300 novelas y numerosos escritos de prosa, ensayo y guiones de cine.

## Las novelas de espadachines
I Kuang fue junto a Jin Yong y Ku Lung uno de los escritores que modernizaron los clichés de las novelas seriadas de wuxia de la época. Uno de sus primeros éxitos fue Luk Ji Kam Mo (lit. El laúd del demonio de seis dedos), llevada al cine en 1965, 1983 y 1994. Entre sus series más importantes, destaca la prolífica Nui Hak Hap Luk Man Fa (lit. La oscura heroína Mu Lan Hua) que dio origen a 60 novelas. A lo largo de su carrera novelística I Kuang utilizó varios pseudónimos. 

## I Kuang y el cine
Las novelas de I Kuang empezaron a ser llevadas al cine a mediados de la década de los 60. Poco después el propio novelista fue contratado por la Shaw Bros. para desarrollar proyectos originales. Su primer guion, One-Armed Swordsman, dirigido por Chang Cheh en 1967, batió récords de taquilla en Hong Kong y lanzó a la fama a su protagonista, Jimmy Wang Yu, además de generar diversas secuelas. I Kuang y Chang trabajaron juntos en muchas más películas para Shaw durante la década de los 70 y principios de los 80, tanto en proyectos originales como novelas de wuxia de otros reputados escritores como Jin Yong, entre los que destaca la trilogía de The Brave Archer, así como las adaptaciones de las novelas de Ku Lung que realizó Chu Yuan. Además I Kuang escribió guiones para otros importantes directores de la compañía, como Liu Chia Liang, como la trilogía de Las 36 cámaras de Shaolín. Hasta finales de los 80, aproximadamente 200 de sus guiones fueron llevados al cine.

## Vida personal
Ni Kuang fue cristiano protestante converso desde el budismo. Fue bautizado en 1986 en Taipéi (Taiwán).